# Asse (Benaize)
Die Asse ist ein Fluss in Frankreich, der in der Region Nouvelle-Aquitaine verläuft. Sie entspringt im Gemeindegebiet von Saint-Hilaire-la-Treille, entwässert generell Richtung Nordwest und mündet nach rund 44 Kilometern an der Gemeindegrenze von La Trimouille und Thollet als linker Nebenfluss in die Benaize.  Auf ihrem Weg durchquert die Asse die Départements Haute-Vienne und Vienne.

## Orte am Fluss
(Reihenfolge in Fließrichtung)
- Lussac-les-Églises
- Verneuil-Moustiers
- Brigueil-le-Chantre
- La Jonchère, Gemeinde Thollet
- Vaugelade, Gemeinde La Trimouille